# Науроз ТВ
Науроз ТВ (курдское наименование Newroz TV) — Науроз ТВ - курдский спутниковый телеканал, принадлежащий Курдскому Медиа Фонду. Аудитория телеканала составляет около 10 миллионов телезрителей из 78 стран мира. Телеканал вещает на четырех ближневосточных языках: курдском, фарси и английском языках.
"Науроз ТВ" берет своё название от курдского национального праздника "Науроз" означающий "Новый день".
Телепрограммы "Науроз ТВ" преимущественно освещают курдскую проблему в иранской части Курдистана. Не следует путать "Науроз ТВ" с одноименным спутниковым телеканалом "Науроз", вещающим из Эрбиля, Иракского Курдистана. "Науроз ТВ" ведет трансляцию из Саудовская Аравия.